# Departament de Potosí
El Departament de Potosí és una sotsdivisió administrativa de Bolívia, al sud del territori.

## Províncies
Es divideix en 16 províncies:
| Província          | Capital                  | Kart over provinsene i Potosí |
| ------------------ | ------------------------ | ----------------------------- |
| Alonso de Ibáñez   | Sacaca                   | Kart over provinsene i Potosí |
| Antonio Quijarro   | Uyuni                    | Kart over provinsene i Potosí |
| Bernardino Bilbao  | Arampampa                | Kart over provinsene i Potosí |
| Charcas            | San Pedro de Buena Vista | Kart over provinsene i Potosí |
| Chayanta           | Colquechaca              | Kart over provinsene i Potosí |
| Cornelio Saavedra  | Betanzos                 | Kart over provinsene i Potosí |
| Daniel Campos      | Llica                    | Kart over provinsene i Potosí |
| Enrique Baldivieso | San Agustín              | Kart over provinsene i Potosí |
| José María Linares | Puna                     | Kart over provinsene i Potosí |
| Modesto Omiste     | Villazón                 | Kart over provinsene i Potosí |
| Nor Chichas        | Cotagaita                | Kart over provinsene i Potosí |
| Nor Lípez          | Colcha "K"               | Kart over provinsene i Potosí |
| Rafael Bustillo    | Uncía                    | Kart over provinsene i Potosí |
| Sud Chichas        | Tupiza                   | Kart over provinsene i Potosí |
| Sud Lípez          | San Pablo de Lípez       | Kart over provinsene i Potosí |
| Tomás Frías        | Potosí                   | Kart over provinsene i Potosí |

## Història
El departament fou creat sobre la base de l'antiga Intendència de Potosí de la Reial Audiència de Charcas, mitjançant Decret Suprem de 23 de gener de 1826, dictat pel Mariscal d'Ayacucho Antonio José de Sucre.